# Roman Zhurbin
Roman Zhurbin (Mosca, 1985) è un danzatore russo naturalizzato statunitense, primo ballerino dell'American Ballet Theatre dal 2022.

## Biografia
Roman Zhurbin è nato in Russia nel 1985 e all'età di tredici anni si è trasferito negli Stati Uniti con la famiglia. Ha iniziato a danzare durante l'adolescenza alla LaGuardia High School. Nel 2004 è stato scritturato dall'American Ballet Theatre. Nel 2014 è stato promosso al rango di solista, mentre nel 2022 è stato proclamato primo ballerino della compagnia.
Noto soprattutto per le sue doti attoriali, nel corso dei suoi due decenni con la compagnia ha danzato in molti ruoli da caratterista, tra cui il Dottor Coppélius in Coppélia, la sorellastra in Cenerentola, la vedova Simone ne La fille mal gardée, Hilarion in Giselle, Monsieur GM in Manon, Yslaev in A Month in the Country, Drosselmeyer ne Lo schiaccianoci, Tebaldo nel Romeo e Giulietta e von Rothbart ne Il lago dei cigni.